# Čista Mlaka
Čista Mlaka – wieś w Chorwacji, w żupanii zagrzebskiej, w gminie Rugvica. W 2011 roku liczyła 582 mieszkańców.